# Feminnem

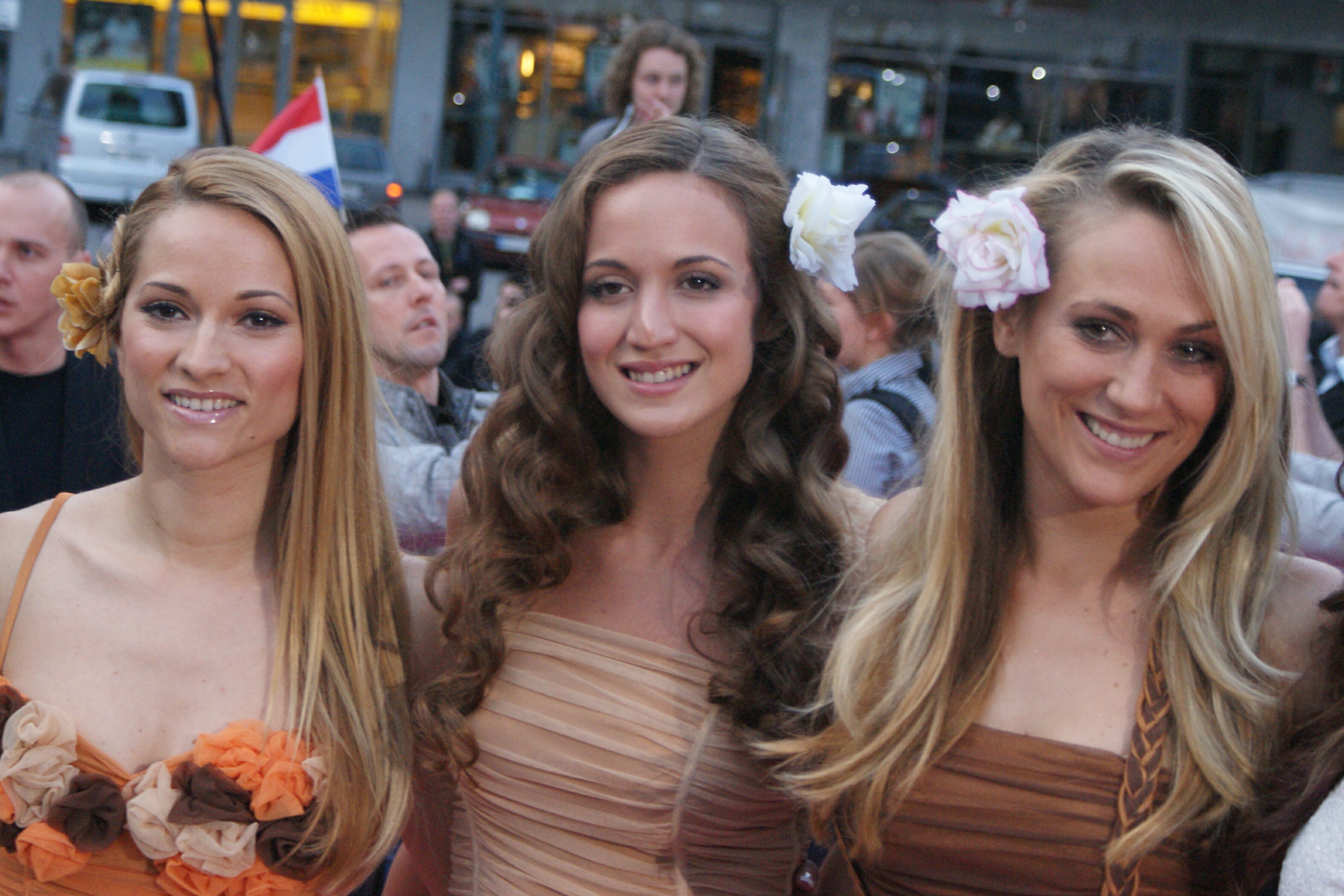
Учасниці Feminnem, 2010

«Feminnem» — жіночий поп-гурт з Хорватії та Боснії і Герцоговини. Вперше з'явилися на сцені в Хорватської передачі «Хорватська ідол». Відомі виступами на конкурсі Євробачення:
У 2005 році представляли Боснію і Герцоговину на конкурсі Євробачення і зайняли 14 місце з 24 можливих.
У 2009 році брали участь у відбірковому конкурсі щоб представляти Хорватію на Євробачення, але програли Ігору Цукрову, який у результаті зайняв 18 місце на конкурсі.
У 2010 році брали участь у хорватському відбірковому конкурсі за право представляти країну на Євробачення, зайняли там 4 місце, але виграли за спільним голосуванням журі та телеглядачів. У результаті не пройшли у фінал Євробачення, зайнявши 13 місце з 17 у другому півфіналі.

## Учасниці
- Неда Пармач
- Ніка Антолос
- Памела Рамляк

## Дискографія
Студійні альбоми
- 2005 — Feminnem Show
- 2010 — Lako je sve
- 2010 — Easy to See
- 2010 — Baš nam je dobro